# Madison (Minnesota)
Madison es una ciudad ubicada en el condado de Lac qui Parle en el estado estadounidense de Minnesota. En el Censo de 2010 tenía una población de 1551 habitantes y una densidad poblacional de 569,24 personas por km².

## Geografía
Madison se encuentra ubicada en las coordenadas 45°0′46″N 96°11′19″O / 45.01278, -96.18861. Según la Oficina del Censo de los Estados Unidos, Madison tiene una superficie total de 2.72 km², de la cual 2.72 km² corresponden a tierra firme y (0%) 0 km² es agua.

## Demografía
Según el censo de 2010, había 1551 personas residiendo en Madison. La densidad de población era de 569,24 hab./km². De los 1551 habitantes, Madison estaba compuesto por el 96.65% blancos, el 0.13% eran afroamericanos, el 0.58% eran amerindios, el 0.9% eran asiáticos, el 0% eran isleños del Pacífico, el 0.13% eran de otras razas y el 1.61% pertenecían a dos o más razas. Del total de la población el 1.55% eran hispanos o latinos de cualquier raza.